# San Mateo Tlaixpan
San Mateo Tlaixpan es una localidad del estado mexicano de Puebla. Es parte del municipio de Tecamachalco.

## Demografía
| Gráfica de evolución demográfica |
|                                  |

| Censo | Población |
| ----- | --------- |
| 1900  | 1 153     |
| 1910  | 1 363     |
| 1921  | 1 229     |
| 1930  | 1 509     |
| 1940  | 1 674     |
| 1950  | 1 994     |
| 1960  | 2 653     |
| 1970  | 3 432     |
| 1980  | 4 354     |
| 1990  | 7 099     |
| 1995  | 8 330     |
| 2000  | 8 301     |
| 2005  | 9 484     |
| 2010  | 10 513    |
| 2020  | 11 824    |